# Цвет волшебства
«Цвет волшебства́» (англ. The Colour of Magic) — юмористическое фэнтези известного английского писателя Терри Пратчетта, опубликовано в 1983 году (хотя написано было ещё в 1960-х гг). Первая книга из цикла «Плоский мир», включающего 41 произведение.
Цвет волшебства — это октарин, восьмой цвет радуги Плоского мира. В книге также упоминаются октирон, волшебный металл (разведанные запасы есть в Агатовой империи), и октаген, волшебный газ.
В этой книге, которая является началом серии «Плоский мир», концепция Диска отличается некоторыми деталями от таковой в позднейших произведениях. Например, тролли изображены как гигантские создания, превращающиеся в камень от солнечного света, что больше напоминает традиционные представления о троллях, чем их описание в поздних книгах о Плоском мире. В книге множество аллюзий на самых популярных авторов жанра — от Дж. Р. Р. Толкина и Г. Ф. Лавкрафта до Энн Маккефри и Фрица Лейбера.
Первая обложка книги была нарисована художником Джошом Кирби, который иллюстрировал все последующие книги серии «Плоский мир», вплоть до своей смерти.

## Сюжет
Двацветок, уроженец Агатовой Империи и первый турист Плоского мира, приплывает в крупнейший город Диска Анк-Морпорк, чтобы ознакомиться с достопримечательностями города и вживую увидеть прославленных героев-варваров Пупземелья. Жителей города он удивляет своими очками, разговорником и иконографом (волшебный аналог фотоаппарата). Также у Двацветка есть живой магический Сундук, набитый чисто-золотыми монетами, местную цену которым ДваЦветок и близко не может представить. Разумный сундук, впрочем, ещё дороже своего содержимого. В таверне ДваЦветок знакомится с волшебником-недоучкой Ринсвиндом и нанимает его гидом.
Для начала они становятся косвенными виновниками очередного гигантского пожара в городе, затем попадают в храм злого божества Бэл-Шамгарота, откуда с трудом спасаются. Приключения приводят их к стоящей вверх тормашками горе Червберг, где живёт народ, летающий на воображаемых драконах. После различных перипетий герои чуть не срываются в бездну с Края Диска, но их спасает морской тролль Тефис, и они попадают в загадочное островное государство Крулл. Правители Крулла как раз собирались запустить за Край Диска космический корабль, чтобы экспериментальным путём установить пол Великого А’Туина. Ринсвинд с Двацветком угоняют корабль и оказываются за пределами Края.

## Персонажи
- Ринсвинд — волшебник-недоучка из Анк-Морпорка.
- Двацветок — турист из Агатовой Империи.
- Смерть — антропоморфическая персонификация смерти на Диске.
- Друэлле, дриада
- Хрун-варвар
- Льесса Повелительница Драконов, принцесса
- Льо!рт Повелитель Драконов
- К!сдра, драконий всадник
- Демон Скрофула

## В литературной критике
«Цвет волшебства» стал предметом анализа во многих работах по литературной критике. Так в работе Кристофера Брайна (англ. Christopher Bryant) делается попытка показать, что книги из серии «Плоский Мир», в частности «Цвет волшебства» относятся к литературному постмодернизму. В этой же работе, а также в диссертации М. А. Войсековски (англ. Mary Alice Wojciechowski) указывается на то, что «Цвет волшебства» пародирует книги Толкина, а также произведения, написанные под его влиянием. Войсековски говорит, что Терри Пратчетт с иронией относился к стереотипным книгам жанра фентези и его первая книга из серии «Плоский Мир» высмеивала однообразные приемы всего жанра. Брайн приводит пример высмеивания стереотипов в «Цвет Волшебства» — диалог персонажей англ. Hrun и англ. Twoflower. В. Аббот (англ. William Thomas Abbot) отмечает, что через пародийные отсылки в «Цвет волшебства» Пратчетт демонстрирует влияние других писателей жанра фентези, упоминая такие имена как Фриц Лейбер и Энн Маккефри. Аббот отмечает, что отсылки к популярной культуре в «Цвет волшебства» не ограничиваются жанром фентези, включая, например научно-фантастический сериал Звездный Путь.
Сэм Джордсон (англ. Sam Jordison) в своей статье в The Guardian рассматривает обилие отсылок к другим произведениям, как возможную слабость книги «Цвет волшебства», в сравнениями с другими произведениями серии. Он указывает, что в отличие от более поздних произведений, которые пародируют аспекты окружающей нас действительности, сатира в «Цвет волшебства» не так остра. При этом Джордсон сравнивает «Цвет волшебства» с фильмом Сверкающие сёдла, пародирующим жанр вестерн. Джордсон и Томас Вагнер (англ. Thomas M. Wagner) отмечают, что «Цвет волшебства» содержит первые упоминания мест и персонажей, которые впоследствии станут центральными для других книг серии.

## Признание
Книга «Цвет волшебства» вошла в 200 лучших книг по версии BBC, заняв 93-е место.

## Экранизация
В Лондоне в марте 2008 года состоялась премьера экранизации этой и следующей («Безумная звезда») книги. В телефильме «Цвет волшебства», созданном британской телекомпанией Sky One, снялись такие актёры, как Шон Астин (Двацветок), Кристофер Ли (голос Смерти), Тим Карри (Траймон), Джереми Айронс (Патриций), Терри Пратчетт (астрозоолог).